# Ніколаєнко Володимир Миронович
Нікола́єнко Володи́мир Миро́нович (нар. 2 травня 1920 — пом. 17 січня 1944) — Герой Радянського Союзу, льотчик 98-го гвардійського окремого розвідувального авіаційного полку Головного командування Військово-повітряних сил Червоної армії, гвардії молодший лейтенант.

## Біографія
Володимир Ніколаєнко народився 2 травня 1920 року в Полтаві (за іншими даними — в Терешках нині Полтавського району Полтавської області) в сім'ї залізничників.
У 1934 році закінчив семирічку і поступив до Полтавського шляхового технікуму Південної залізниці. Навчання в технікумі поєднував з заняттями в аероклубі. Після закінчення навчання у 1939 році був призваний до лав РСЧА — поступив у Краснодарську авіашколу. Звідти був переведений у Таганрозьку військово-авіаційну школу імені Валерія Чкалова, де його і застала війна.
У боях Німецько-радянської війни з травня 1942 року. За період з травня 1942-го по січень 1944-го, гвардії молодший лейтенант Ніколаєнко на літаках Пе-2 і Пе-3 здійснив 90 літаковильотів на розвідку об'єктів, комунікацій та угруповань військ у глибокому тилу противника, виявив і сфотографував 108 аеродромів, 193 залізничних вузлів і великих станцій, 1315 танків, 1840 кілометрів оборонних рубежів, 2890 вагонів і 6230 автомашин, 56 батальйонів піхоти і багато інших військових об'єктів. За цей час літак В. М. Ніколаєнко 24 рази потрапляв під інтенсивний обстріл зенітної артилерії ворога, 13 разів пілот вступав в бої з винищувачами противника. Льотчик неодноразово повертався на свій аеродром на пошкодженому літаку.

Пам'ятник землякам, полеглим в роки Великої Вітчизняної війни в селищі Лісок (Полтава)

В ході розвідувального польоту під час боїв на Курській дузі, Володимир Ніколаєнко виявив в районі сіл Рогівка і Куракіне 490 танків і до 950 автомашин противника. Цінні розвідувальні відомості були використані командуванням фронту при розробці плану наступальної операції. 11 березня 1943 року, при виконанні бойового завдання в районі Орла, літак Ніколаєнко потрапив під вогонь зенітної артилерії противника. Осколками снарядів був пошкоджений літак, льотчик був поранений в обидві руки. Але, незважаючи на рани, не втрачаючи самовладання, продовжував розвідку. На зворотному курсі В. М. Ніколаєнко виявив ворожий аеродром на якому було зосереджено 60 літаків противника. Після виконання завдання відмінно посадив пошкоджений літак на своєму аеродромі і доповів розвідувальні дані про розташування військ противника.
За виконання завдань командування Володимир Ніколаєнко був удостоєний орденів Червоного Прапора, Вітчизняної війни 1 ступеня, медалей.
17 січня 1944 року під час виконання бойового завдання літак Ніколаєнка був атакований шістьма ворожими винищувачами. В ході нерівного бою гвардії молодший лейтенант Володимир Миронович Ніколаєнко загинув. Похований льотчик в селищі Пісківка Бородянського району Київської області. Указом Президії Верховної Ради СРСР від 13 квітня 1944 року за зразкове виконання бойових завдань командування з розвідки об'єктів, комунікацій та угруповань військ у глибокому тилу противника і проявлені при цьому мужність і героїзм гвардії молодшому лейтенанту Володимиру Мироновичу Ніколаєнко присвоєно звання Героя Радянського Союзу (посмертно).

## Вшанування пам'яті
У 1965 році в Полтаві на фасаді будинку колишнього технікуму транспортного будівництва (тепер Полтавський будівельний технікум транспортного будівництва, пл. Слави, 1), в якому навчався Володимир Миронович Ніколаєнко встановлена гранітна меморіальна дошка. В технікумі діє кімната-музей, експонати якої розповідають про життєвий шлях і подвиг славетного земляка.
Прізвище Героя Радянського Союзу Володимира Ніколаєнка висічене на одній з плит Монументу загиблим землякам в селищі Лісок в Полтаві. Ім'ям Героя названа одна з вулиць.